# Jaraba
Jaraba est une commune d’Espagne, dans la province de Saragosse, communauté autonome d'Aragon comarque de Comunidad de Calatayud. Sa population est de 281 habitants (INE 2023), et est connue pour avoir trois stations balnéaires, qui font de cette commune une des plus touristiques et visitées d'Aragon.

## Géographie
Jaraba se trouve a 127 km de Saragosse et 232 km de Madrid

### Communes limitrophes
| Cetina   | Contamina |                    |
| Sisamón  | Jaraba    | Ibdes              |
| Calmarza |           | Campillo de Aragón |

## Démographie
| 2001 | 2002 | 2004 | 2005 | 2006 | 2007 | 2008 | 2009 | 2010 |
| ---- | ---- | ---- | ---- | ---- | ---- | ---- | ---- | ---- |
| 314  | 326  | 316  | 314  | 324  | 326  | 349  | 358  | 360  |

| 2011 | 2012 | 2013 | 2014 | 2015 | 2016 | 2017 | 2018 | 2019 |
| ---- | ---- | ---- | ---- | ---- | ---- | ---- | ---- | ---- |
| 363  | 355  | 340  | 329  | 324  | 315  | 301  | 280  | 280  |

| 2020 | 2021 | 2022 | 2023 | 2024 | - | - | - | - |
| ---- | ---- | ---- | ---- | ---- | - | - | - | - |
| 282  | 282  | 280  | 281  | 295  | - | - | - | - |